# 旅の手帖
『旅の手帖』（たびのてちょう）は、交通新聞社が発行する月刊誌である。国鉄のキャンペーン一枚のキップからの展開に合わせ、1977年に創刊された。毎月10日発売。

## 概要
旅行系の情報誌で、最新の観光情報を提供している他、旅好きの有名人のインタビューを載せている。